# Bagé
Bagé è un comune del Brasile nello Stato del Rio Grande do Sul, parte della mesoregione del Sudoeste Rio-Grandense e della microregione della Campanha Meridional. Fu fondata da emigranti portoghesi.
La città si trova a 40 km dal confine con l'Uruguay ma il territorio comunale si estende fino alla frontiera.
L'economia è basata sull'agricoltura mentre è ancora diffusa la produzione di charque, la carne di manzo salata ed essiccata caratteristica del Rio Grande do Sul. In passato costituiva una risorsa fondamentale, avendo il grande pregio di potersi conservare a lungo; oggi è diventata una peculiarità gastronomica dell'intera regione.